# Wates (Kulon Progo)
Wates, Kulon Progo is een plaats en onderdistrict in Indonesië. Het is gelegen in de bijzondere provincie Jogjakarta. De plaats ligt zo'n 30km ten westen van Jogjakarta.